# Nicolae Bălcescu (Vâlcea)
Pour les articles homonymes, voir Nicolae Bălcescu.
Nicolae Bălcescu est une commune du județ de Vâlcea en Roumanie.